# Lidija Dimkovska
Lidija Dimkovska (makedonski Лидија Димковска), makedonska pesnica, esejistka, kritičarka in prevajalka, * 1. avgust 1971. 
Študirala je makedonski jezik v Skopju, nato pa študirala romansko filologijo v Bukarešti, kjer je delala kot učiteljica makedonskega jezika in literature.

## Knjige
- Rožbi od istok (1992)
- Ognot na bukvite (1994)
- Izgrizani nokti (1998)
- Nobel protiv Nobel (2001)
- Mejno stanje (2023)
- EMŠO (2024)

1. ↑  Salzburgwiki